# Umberto Giordano
Umberto Menotti Maria Giordano (Foggia, 28 agosto 1867 – Milano, 12 novembre 1948) è stato un compositore italiano che ha legato il suo nome ad alcune opere liriche entrate stabilmente nel repertorio internazionale quali Andrea Chénier e Fedora.

## Biografia
Nacque a Foggia, nella casa di famiglia in Via Pescheria nel centro storico, da Ludovico, farmacista, e da Sabata Scognamillo.
Studiò con Paolo Serrao al Conservatorio San Pietro a Majella di Napoli e la sua prima opera - Marina - fu scritta per una competizione promossa, nel 1888, dalla Casa Editrice Sonzogno per la migliore opera di un atto che venne vinta da Pietro Mascagni con Cavalleria Rusticana. Giordano, che era il più giovane tra i 73 candidati, si classificò al sesto posto suscitando, però, un forte interesse da parte della Sonzogno che gli commissionò un'opera da rappresentarsi nella stagione 1891–92. L'opera composta fu Mala vita su libretto di Nicola Daspuro, ispirata alle Scene popolari napoletane in tre atti scritte nel 1889 da Salvatore Di Giacomo e Goffredo Cognetti. È un dramma che ruota attorno a un lavoratore che fa voto di recuperare una prostituta in cambio della guarigione dalla tubercolosi. L'opera suscitò un certo scandalo quando fu rappresentata a Roma nel 1892. Mala vita si segnalò subito come una delle più interessanti espressioni del nascente verismo operistico. Venne rappresentata nello stesso anno a Vienna (Staatsoper), Berlino (Krolloper) e Praga, riscuotendo grandi consensi. Quando fu rappresentata Mala Vita nel 1892, Giordano venne invitato a suonarne alcuni brani al pianoforte presso il Circolo Dauno di Foggia. Soltanto a metà dell'esecuzione però, alzando gli occhi dal piano, il compositore s'accorse che la gente s'era seduta ai tavoli e giocava a carte invece di ascoltarlo. Questo episodio portò ad una lunga rottura tra Giordano e la sua città natale, con cui si riconcilierà solo nel 1928.

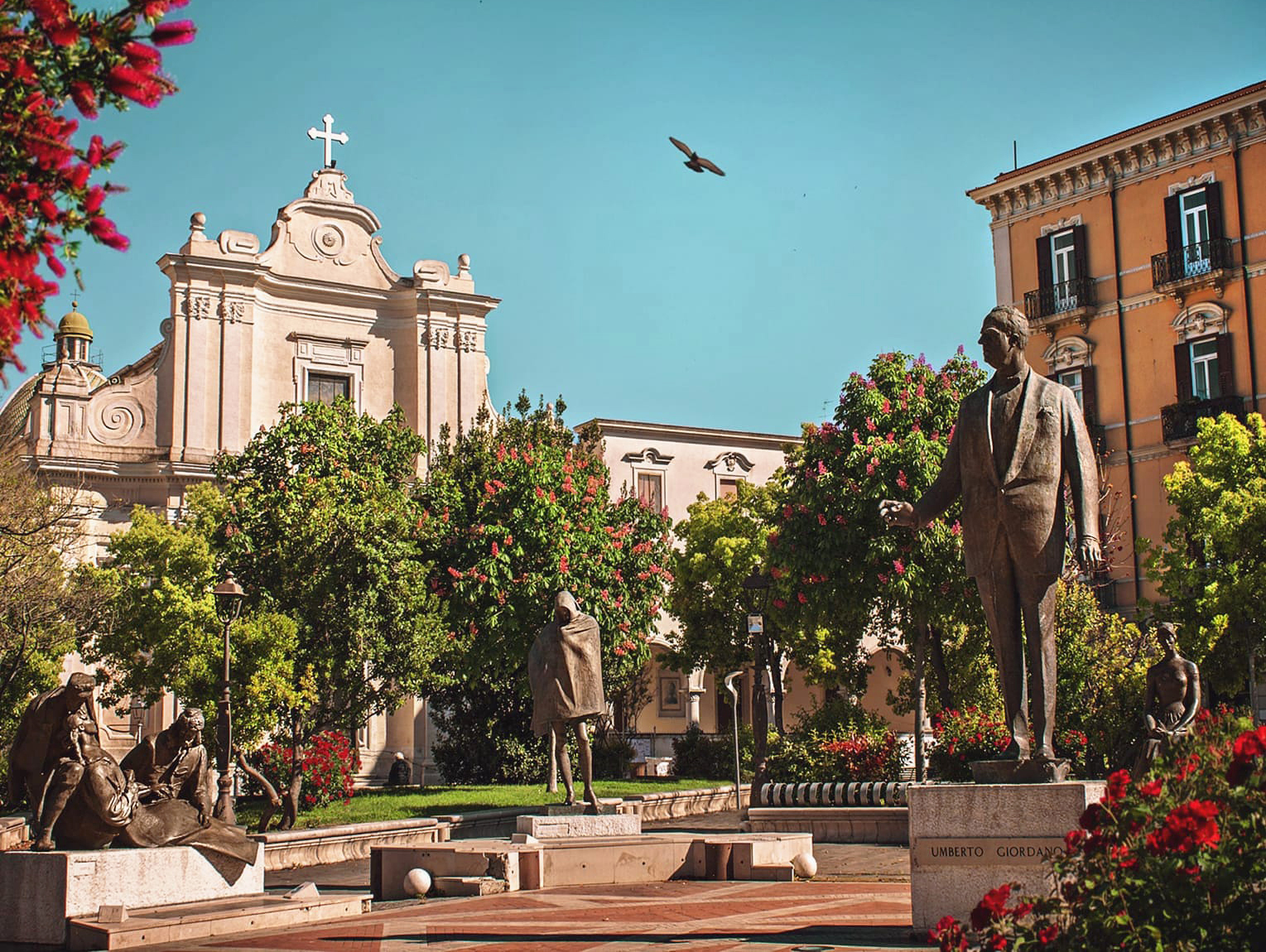
Piazza Giordano a Foggia con le statue raffiguranti il compositore e le sue opere

Giordano tentò un approccio più romantico con la sua opera successiva: Regina Diaz del 1894 su libretto di Giovanni Targioni-Tozzetti e Guido Menasci; opera che tuttavia non ebbe successo e venne rappresentata solo due volte.
Dopo questo insuccesso il compositore si trasferì a Milano, ritornando al verismo con quello che sarebbe diventato il suo lavoro più conosciuto, l'Andrea Chénier (1896), basato sulla vita dell'omonimo poeta francese con libretto scritto da Luigi Illica.
Anche Fedora (musicata nel 1898) si rivelò un successo e viene tuttora rappresentata frequentemente.
Altri successi arrivarono con Siberia, rappresentata alla Scala nel 1903, e Mese mariano al Massimo di Palermo. Nel 1915 l'opera Madame Sans-Gene venne rappresentata al Metropolitan di New York con la direzione di Arturo Toscanini. Altri lavori successivamente composti ebbero un modesto successo, quali La cena delle beffe; Il re, opera dal vivace senso ritmico e dalla notevole vena comica, ottenne un buon riscontro di pubblico; le ultime opere vennero dirette dal maestro Arturo Toscanini.
Giordano ha anche composto, oltre alle opere liriche, un discreto numero di brani vocali, mottetti e sinfonie.
A Foggia, sua città natale, sono dedicate al musicista il Conservatorio di Musica, il Teatro Comunale e la Piazza Umberto Giordano. Quest'ultima è stata a lui dedicata nel 1961 previo trasferimento del Monumento ai Caduti in Piazza Italia e collocazione di un gruppo statuario rappresentante l'artista e i personaggi delle sue principali opere liriche. Grandi comuni come Roma, Milano, Napoli, Torino, Palermo, Genova gli hanno intitolato una via o una piazza. Nel capoluogo piemontese, nel quartiere Barriera di Milano, in una zona viaria ricca di intitolazioni a musicisti classici vi è anche spazio per l'artista dauno. Nel centro lombardo, invece, l'amministrazione ha optato per una piazzetta centralissima, alle spalle della più nota San Babila.
Umberto Giordano è tumulato al cimitero Monumentale di Milano, e il suo nome ha meritato l'iscrizione al Famedio del medesimo cimitero.
Umberto Giordano sposò a Milano nel 1896 Olga Spatz, figlia di Giuseppe Spatz, proprietario del Grand Hotel et del Milan a cui fu presentato da Giuseppe Verdi, che abitava per lunghi periodi nell'albergo. Dopo la sua morte nel 1940 sposò nel 1942 la giovane arpista Sara De Crostofaro. Diede alla sua prima figlia, nata il 1 settembre 1897 nell'albergo, il nome di Fedora. Altri figli furono Mario, Eli e Rina, sposata con il poeta Francesco Cazzamini-Mussi.

## Considerazioni sull'artista
Compositore appartenente al verismo musicale, Giordano si caratterizza per il fortissimo senso del teatro e per l'inventività melodica ricca e generosa, d'accento incisivo, oltre che per la spontanea eloquenza, di suggestiva ed efficace immediatezza. Già in opere come Andrea Chénier e Fedora egli si valse di una discreta veste strumentale e di una generale compostezza di scrittura. Tuttavia, per rimanere al passo con gli sviluppi musicali del tempo, dopo le prime opere Giordano cercò di arricchire il proprio linguaggio musicale, riuscendo a conseguire, in Madame Sans-Gêne e ne Il Re, risultati interessanti per l'abile taglio teatrale e l'attenzione per la parte orchestrale.

## Opere
- Marina, libretto di Enrico Golisciani (composta nel 1889, non rappresentata)
- Mala vita, libretto di Nicola Daspuro (prima rappresentazione al Teatro Argentina di Roma 21 febbraio 1892)
  - Rifacimento con il titolo Il voto (prima rappresentazione al Teatro Lirico di Milano, 10 novembre 1897 con Rosina Storchio ed Enrico Caruso)
- Regina Diaz, libretto di Giovanni Targioni-Tozzetti e Guido Menasci (prima rappresentazione al Teatro Mercadante di Napoli, 5 marzo 1894)
- Andrea Chénier, libretto di Luigi Illica (prima rappresentazione al Teatro alla Scala di Milano, 28 marzo 1896)
- Fedora, libretto di Arturo Colautti (prima rappresentazione al Teatro Lirico di Milano, 17 novembre 1898)
- Siberia, libretto di Luigi Illica (prima rappresentazione al Teatro alla Scala di Milano 19 dicembre 1903)
  - seconda versione (prima rappresentazione al Teatro alla Scala di Milano 5 dicembre 1927)
- Marcella, libretto di Henri Caïn, Edouard Adenis e Lorenzo Stecchetti (prima rappresentazione al Teatro Lirico di Milano, 9 novembre 1907)
- Mese mariano, libretto di Salvatore Di Giacomo (prima rappresentazione al Teatro Massimo di Palermo, 17 marzo 1910)
- Madame Sans-Gêne, libretto di Renato Simoni (prima rappresentazione al Metropolitan di New York, 25 gennaio 1915)
- Giove a Pompei, libretto di Luigi Illica e Ettore Romagnoli (in collaborazione con Alberto Franchetti, la parte di Giordano composta intorno al 1901, prima rappresentazione al Teatro Parioli di Roma, 5 luglio 1921)
- La cena delle beffe, libretto di Sem Benelli (prima rappresentazione al Teatro alla Scala di Milano, 20 dicembre 1924)
- Il re, libretto di Giovacchino Forzano (prima rappresentazione al Teatro alla Scala di Milano, 12 gennaio 1929)
- La festa del Nilo (incompiuta)

Nel 2018 è stato pubblicato il progetto discografico Giordano 2.0 - L'opera per pianoforte di Umberto Giordano, interpretato dalla pianista Daniela Giordano. Il disco è una monografia sulla rara produzione pianistica del compositore.